# Соколарци
Соколарци (болг. Соколарци) — село в Болгарии. Находится в Сливенской области, входит в общину Котел. Население составляет 529 человек.

## Политическая ситуация
В местном кметстве Соколарци, в состав которого входит Соколарци, должность кмета (старосты) исполняет Неджми Осман Ахмед (коалиция партий Национальное движение «Симеон Второй» (НДСВ) и Движение «За права и свободы» (ДПС)).
Кмет (мэр) общины Котел — Христо Русев Киров (коалиция партий Национальное движение «Симеон Второй» (НДСВ) и Движение «За права и свободы» (ДПС)).